# Юсеф Собуті
Юсеф Собуті ( перс. یوسف ثبوتی , народився 23 серпня 1932 року в Зенджані, Іран) —  іранський астрофізик, фізик-теоретик. Засновник Інституту передових досліджень у галузі фундаментальних наук (IASBS)

## Життєпис
Здобув ступінь бакалавра в Тегеранском університеті. У 1960 році отримав ступінь магістра з фізики в Університеті Торонто. Закінчив докторську дисертацію з астрономії та астрофізики в Чиказькому університеті під керівництвом нобелівського лауреата Субраманьяна Чандрасекара в 1963 році 
Він почав викладати фізику в Технологічному університеті імені Шаріфа та Ширазському університеті. Собуті зробив значний внесок в освіту фізики та фундаментальних наук в Ірані. Його метою було підготувати молодих вчених, здатних виконувати дослідження світового класу. Він є засновником Інституту передових досліджень у галузі фундаментальних наук (IASBS) у місті Зенджан, нині відомого як Університет передових досліджень у галузі фундаментальних наук. Він залишався директором до серпня 2010 року, коли його звільнив міністр науки, досліджень і технологій кабінету міністрів.
Багато вчених і студентів, а також багато видатних людей у місті Зенджан висловили своє розчарування міністерством цим рішенням. Представники парламенту поскаржилися міністру саме з цього приводу.
Він був одним із тих, хто змінив стару освітню систему (відому як Дар уль Фунун ) на терміносистему.  

### Посади[3]
- Викладач кафедри математики Університету Ньюкасла-арон-Тайн, 1968-1964.

- Доцент фізики Ширазського університету, 1964-1970.
- Запрошений доцент, астрономія, Університет Пенсільванії, 1968-1969.
- Запрошений доцент фізики, Технологічний університет імені Шаріфа, Тегеран, 1970-1971.
- Директор-засновник обсерваторії Біруні Ширазського університету, 1971-1981.
- Професор фізики Ширазського університету, 1971-1999.
- Голова фізичного факультету Ширазського університету, 1972-1974 та 1978-1980.
- Старший науковий співробітник Астрономічного інституту Амстердамського університету, 1975-1976.
- Приїжджий науковець, Центр астрономії та астрофізики, Чиказький університет, 1984-1985.
- Доцент Міжнародного центру теоретичної фізики, 1987-1993.
- Член Всесвітньої академії наук (TWAS), 1987 – дотепер.
- Науковий співробітник Академії наук Ірану, 1988 – дотепер
- Запрошений професор, факультет фізики, Північно-Східний університет, Бостон, 1991-1992.
- Професор фізики IASBS, 1991-2021.
- Президент-засновник IASBS, 1992-2010.
- Директор-засновник Центру досліджень зміни клімату та глобального потепління, IASBS, 2012 – дотепер.
- Голова Академії наук Ірану, відділення фундаментальних наук, 2012-2019.
- Ад'юнкт-професор Міжнародного центру релятивістської астрофізики (ICRANET), Пескара, Італія, 2015.

## Найбільш цитовані наукові праці
1. Y. Sobouti, An gravitation for galactic environments. Astronomy & Astrophysics 464 (3), 921-925, 2007
2. Y. Sobouti, Chandrasekhar's  X-, Y- and Related Functions. The Astrophysical Journal Supplement Series 7, 411, 1963
3. H. Safari, S. Nasiri, Y. Sobouti, Fast kink modes of longitudinally stratified coronal loops. Astronomy & Astrophysics 470 (3), 1111-1116, 2007
4. Y. Sobouti, S. Nasiri, A phase space formulation of quantum state functions. International journal of modern physics B 7 (18), 3255-3272, 1993
5. S.S. Hasan, Y. Sobouti, Mode classification and wave propagation in a magnetically structured medium. Monthly Notices of the Royal Astronomical Society 228 (2), 427-451, 1987
6. J.W. Chamberlain, Y. Sobouti, Fluorescent Scattering in Planetary Atmospheres. I. Basic Theoretical Considerations. The Astrophysical Journal 135, 925, 1962
7. Y. Sobouti, The Potentials for the GP and the Toroidal Modes of Self-Gravitating Fluids. Astronomy and Astrophysics 100, 319, 1981
8. J.N. Silverman, Y. Sobouti, Normal modes of self-gravitating fluids in perturbed configurations. I-Perturbational-variational procedure. II-Perturbational-variational expansion of the g-and p-modes of a non-adiabatic fluid about the adiabatic limit. Astronomy and Astrophysics 62, 355-363, 1978
9. Y. Sobouti, A Definition of the g-and p-Modes of Self-gravitating Fluids. Astronomy and Astrophysics 55, 327,1977
10. H. Safari, S. Nasiri, K. Karami, Y. Sobouti, Resonant absorption in dissipative flux tubes. Astronomy & Astrophysics 448 (1), 375-378, 2006
11. Y. Sobouti, Normal modes of rotating fluids. Astronomy and Astrophysics 89, 314-335, 1980
12. Y. Sobouti, Fluorescent Scattering in Planetary Atmospheres. II. Coupling among Transitions.The Astrophysical Journal 135, 938, 1962

Юсеф Собуті має індекс Гірша h=16.

## Нагороди
Нагороджений медальйоном за досягнення в галузі досліджень, уряд Ірану (1978). Премія «Книга року Ісламської Республіки Іран» (1995). Премія Хорезмі (2001). Премія Афзаліпура за видатні дослідження в галузі фізики (2005). Зразковий професор, «Міністерство науки, досліджень і технологій» (2008). Премія Алламі Табтабі, як видатному вченому (2013).